# Copa de Campeones A3 2003
La Copa de Campeones A3 2003 fue la primera edición de la Copa de Campeones A3. Fue celebrada desde el 16 al 22 de febrero de 2003 en Tokio, Japón.

## Participantes
- Júbilo Iwata – Campeón de la J. League Division 1 2002
- Kashima Antlers – Campeón de la Copa J. League 2002
- Seongnam Ilhwa Chunma – Campeón de la K League 2002
- Dalian Shide – Campeón de la Chinese Jia-A League 2002

## Posiciones
| Pos. | Equipo                | Pts. | PJ | G | E | P | GF | GC | Dif. |
| ---- | --------------------- | ---- | -- | - | - | - | -- | -- | ---- |
| 1    | Kashima Antlers (C)   | 7    | 3  | 2 | 1 | 0 | 5  | 1  | +4   |
| 2    | Dalian Shide          | 6    | 3  | 2 | 0 | 1 | 5  | 5  | 0    |
| 3    | Seongnam Ilhwa Chunma | 4    | 3  | 1 | 1 | 1 | 4  | 3  | +1   |
| 4    | Júbilo Iwata          | 0    | 3  | 0 | 0 | 3 | 0  | 5  | −5   |

 Fuente: 2003 A3 Champions Cup - Goal2002.com

### Resultados
Los horarios corresponden a la hora local de Japón (JST) – UTC+9
| 16 de febrero de 2003, 13:00 | Júbilo Iwata | 0:2 (0:1) | Seongnam Ilhwa Chunma        | Estadio Nacional, Tokio         |                                 |
|                              |              |           | T.Y. Shin 25' · D.E. Kim 56' | Asistencia: 20.793 espectadores | Asistencia: 20.793 espectadores |

| 16 de febrero de 2003, 17:00 | Dalian Shide   | 1:3 (1:2) | Kashima Antlers                          | Estadio Nacional, Tokio         |                                 |
|                              | Wang Sheng 44' |           | Akita 29' · Ogasawara 38' · Fernando 53' | Asistencia: 23.907 espectadores | Asistencia: 23.907 espectadores |

| 19 de febrero de 2003, 16:00 | Seongnam Ilhwa Chunma        | 2:3 (1:2) | Dalian Shide              | Estadio Nacional, Tokio        |                                |
|                              | Drakulić 16' · T.Y. Shin 53' |           | Hao Haidong 26', 44', 55' | Asistencia: 9.065 espectadores | Asistencia: 9.065 espectadores |

| 19 de febrero de 2003, 19:00 | Júbilo Iwata | 0:2 (0:1) | Kashima Antlers            | Estadio Nacional, Tokio         |                                 |
|                              |              |           | Euller 8' · Yanagisawa 74' | Asistencia: 20.176 espectadores | Asistencia: 20.176 espectadores |

| 22 de febrero de 2003, 13:30 | Kashima Antlers | 0:0 | Seongnam Ilhwa Chunma | Estadio Nacional, Tokio         |  |
|                              |                 |     |                       | Asistencia: 25.423 espectadores |  |

| 22 de febrero de 2003, 16:30 | Dalian Shide | 1:0 (1:0) | Júbilo Iwata | Estadio Nacional, Tokio         |                                 |
|                              | Janković 8'  |           |              | Asistencia: 27.881 espectadores | Asistencia: 27.881 espectadores |

## Premios

### Campeón
|                                             |
| Bandera de Japón                            |
| Campeón invicto Kashima Antlers 1.er título |

### Distinciones individuales
| Máximo goleador            | Jugador Más Valioso            |
| -------------------------- | ------------------------------ |
| Hao Haidong (Dalian Shide) | Yutaka Akita (Kashima Antlers) |

## Máximos goleadores
| Pos | Jugador            | Equipo                | Goles |
| --- | ------------------ | --------------------- | ----- |
| 1   | Hao Haidong        | Dalian Shide          | 3     |
| 2   | Shin Tae-yong      | Seongnam Ilhwa Chunma | 2     |
| 3   | Zoran Janković     | Dalian Shide          | 1     |
| 3   | Wang Sheng         | Dalian Shide          | 1     |
| 3   | Yutaka Akita       | Kashima Antlers       | 1     |
| 3   | Euller             | Kashima Antlers       | 1     |
| 3   | Fernando           | Kashima Antlers       | 1     |
| 3   | Mitsuo Ogasawara   | Kashima Antlers       | 1     |
| 3   | Atsushi Yanagisawa | Kashima Antlers       | 1     |
| 3   | Saša Drakulić      | Seongnam Ilhwa Chunma | 1     |
| 3   | Kim Dae-eui        | Seongnam Ilhwa Chunma | 1     |